# Pronephrium rubrinerve
Pronephrium rubrinerve är en kärrbräkenväxtart som först beskrevs av Georg Heinrich Mettenius, och fick sitt nu gällande namn av Holtt. Pronephrium rubrinerve ingår i släktet Pronephrium och familjen Thelypteridaceae. Inga underarter finns listade.